# Древногръцки съюз
Древногръцкият политически съюз (на старогръцки: κοινόν, койнон) е древногръцко обединение на няколко полиса за общи военни и/или действия или за провеждане на обща политика в определена сфера от обществените отношения - отбрана, дипломация, икономика, религиозни практики.
Първоначално обединенията възникват на религиозна основа, като се обособяват регионални обединения – амфиктонии, които имат за средище някое голямо светилище. Първо възниква тази в Делфи, която е най-известна и с най-голяма продължителност. Други важни амфиктонии са тези около светилището на Посейдон в Калаурия (днес половинката от остров Порос) и около светилището на Аполон на остров Делос от Цикладите (различна от доста по-късния политически Делоски съюз). Освен при изключителни обстоятелства градовете, принадлежащи към амфиктионите, били обвързани помежду си само с морална солидарност, за която полагали клетва: те се задължавали да не се унищожават взаимно в случай на война и да наказват всеки, който оскърби бога.
С възникването на полиси амфиктиониите започват да играят ролята и на политически обединения. След колонизирането на Мала Азия се оформя Йонийски съюз, който обединява първоначално 12, после само 9 града, свързани с общата им почит към светилището на Посейдон Хеликонийски на нос Микале, близо до Милет, което се наричало Панйонион. Дорийският хексаполис обединява дорийските градове в Кария около светилището на Аполон Триопийски на полуостров Триопион, където е град Книдос.
Формират се и чисто военни обединения с отбранителна (епимахии) или нападателна цел – симахии. Военни съюзи са Делоският съюз, Пелопонеският съюз и Коринтският съюз.